# Slobodan Cvetičanin
Slobodan Cvetičanin (Niš, 5. listopada 1962.), operni pjevač, bariton
Solo-pjevanje diplomirao na Fakultetu muzičke umjetnosti u Skoplju 19??. godine u klasi profesora Blagoja Nikolovskog. Usporedo je diplomirao i glazbenu teoriju i pedagogiju.
Opernu karijeru započeo kao solist Opere u Skoplju ulogom mlinara Sime u operi "Ero s onoga svijeta" Jakova Gotovca da bi karijeru nastavio u Osijeku od 1989. godine. Slijede glavne baritonske uloge u operama G. Donizzetija, J. Hatzea, P. Mascagnija, G. Puccinija, G. Rossinija, A. Smareglije, G. Verdija, I. Zajca i dr.
Pored opernog njeguje i koncertno pjevanje. Snimio je LP kao solist oratorija "Stabat Mater" G. Rossinija. Dobitnik je treće nagrade na natjecanju umjetnika u Zagrebu 1989. godine. Gostovao je na opernim scenama i koncertnim pozornicama u Bugarskoj, Grčkoj, Makedoniji, Nizozemskoj, Njemačkoj i Sloveniji. (Ocjene kritike: "... predstavio se glasovno impozantno, sa sigurnom i uvjerljivom scenskom pojavom ..."; "...moćan bariton ... dramski snažan nastup ... odlična vokalna tehnika ...")
Danas djeluje kao prvak Opere Hrvatskog narodnog kazališta u Osijeku.